# Ollie Hancock
Ollie Hancock, född 25 augusti 1987 i Windsor, Berkshire, är en brittisk racerförare. Han är son till den tidigare racerföraren Anthony Hancock och yngre broder till racerföraren Sam Hancock.

## Racingkarriär
| År                                               | Klass/Mästerskap                           | Team                        | Bil                     | Totalt/poäng | Bästa placering                |
| ------------------------------------------------ | ------------------------------------------ | --------------------------- | ----------------------- | ------------ | ------------------------------ |
| 2003                                             | Classic Formula Ford 2000 Winter Series    | ?                           | ?                       | ?            | ?                              |
| 2004                                             | Classic Formula Ford 2000                  | ?                           | ?                       | 2:a/?p       | 1:a på ? (Race ?)              |
| 2006                                             | Classic Formula Ford 2000                  | ?                           | ?                       | 2:a/?p       | Tre segrar                     |
| 2007                                             | Formula Renault 2.0 BARC                   | Mark Burdett Motorsport     | Tatuus FR2000 (Renault) | 3:a/85p      | 1:a på Silverstone (Race 1)    |
| 2007                                             | Sports Racing Masters - Class 1            | ?                           | Lotus 23B               | -/0p         | ?                              |
| 2007                                             | Sports Racing Masters - Class 5            | ?                           | Lola 212                | -/0p         | 1:a i ?                        |
| 2008                                             | Formula Renault 2.0 BARC                   | Scorpio Motorsport          | Tatuus FR2000 (Renault) | 1:a/130p     | Fem segrar                     |
| 2008                                             | Formula Renault 2.0 UK Winter Series       | Apotex Scorpio Motorsport   | Tatuus FR2000 (Renault) | 10:a/41p     | 6:a på Rockingham (Race 1)     |
| 2009                                             | Formula Renault 2.0 UK                     | Apotex Scorpio Motorsport   | Tatuus FR2000 (Renault) | 22:a/64p     | 4:a på Donington Park (Race 2) |
| 2009                                             | FIA Formula Two Championship               | Race2Win - The Drivers Club | Williams JPH1 F2 (Audi) | -/0p         | 10:a på Oschersleben (Race 1)  |
| 2009                                             | V de V Challenge Endurance Moderne - Proto | Jota Sport                  | '08 Juno SSE            | 16:e/60p     | ?                              |
| 2010                                             | GT4 European Cup                           | Gianni Giudici              | Lotus Evora GT          | 15:e/6p      | 1:a på Nürburgring (Race 1)    |
| Senast uppdaterad: 2011-04-24 (4978 dagar sedan) |                                            |                             |                         |              |                                |